# Jacoby Shaddix
Jacoby Dakota Shaddix (Mariposa, Californië, Verenigde Staten, 28 juli 1976) is de leadzanger van de Amerikaanse hardrockband Papa Roach. Hij is actief als leadzanger en songwriter voor de band.

## Biografie
Shaddix ging naar de Vacaville High School in Vacaville, Californië, samen met ex-drummer Dave Buckner. Op Vacaville richt hij ook later in 1993 Papa Roach op. Toen Jacoby zes jaar oud was, scheidden zijn ouders. Hij heeft een lichte variant van ADHD. Hij heeft, voor hij muzikant werd, als conciërge gewerkt. Hij leerde ook klarinet spelen (welke hij ook speelde in het orkest op school) en speelde voetbal. Op zijn 17de werd hij bordenwasser om het appartement waar hij woonde te financieren, samen met een vriend. Later werkte hij ook als verpleger in het ziekenhuis totdat hij in 1999 hiermee stopte om zich volledig op Papa Roach te concentreren.
Hij heeft gewerkt als presentator voor het MTV-programma Scarred, waar hij mee stopte vanwege het toeren met Papa Roach.

## Muzikale carrière
Enkele van Shaddix' grootste invloeden in zijn muzikale stijl zijn onder andere: Ace of Base, Mötley Crüe, Faith No More, Social Distortion, Red Hot Chili Peppers, Rage Against the Machine, MC5, Poison, Stone Temple Pilots en Fugazi. Zijn twee meest favoriete films zijn Memento en The Blair Witch Project. Zijn favoriete boeken zijn The Power of Now van Eckhart Tolle en Days of War, Nights of Love.
Hij heeft verschillende instrumenten bespeeld. Vroeger speelde hij klarinet in het schoolorkest, later ook drums voor Papa Roach totdat hij erachter kwam dat zijn drummer beter was. Later speelde hij ook de bas maar toen zijn gitaar gestolen werd, werd hij zanger omdat dat geen geld kost.

### Papa Roach
Hij is de leadzanger van Papa Roach sinds 1993 toen hij de band oprichtte samen met drummer Dave Buckner, bassist Will James en gitarist Ben Luther (welke vervangen werd door Jerry Horton).

### Fight the Sky
Sinds 2002 speelt Shaddix ook mee met de alternative metal band Fight the Sky, waar hij voor speelde onder de naam John Doe.

### Pseudoniemen
Shaddix heeft gewerkt onder het pseudoniem Coby Dick (op het Infest-album) en Jonny Vodka. Coby Dick gebruikte hij tot 2001. Ook noemt hij zichzelf wel Dakota Gold.

## Persoonlijk
Shaddix is op 19 juli 1996 getrouwd met zijn jeugdliefde Kelly; samen hebben zij twee zoons.
Hij heeft een aantal tatoeages, waaronder een waarop te lezen valt "Here Lies Jacoby Dakota Shaddix" (Hier rust Jacoby Dakota Shaddix) met aan de onderkant "Born With Nothing, Die With Everything" (Geboren met niets, sterf met alles). Op de bovenkant van zijn borst staat "Born to Rock". In zijn nek draagt hij een tatoeage met het Chinese teken voor liefde. Op zijn rechterhand staat "love" (liefde) en op zijn linker "hate" (haat). Ook dragen hij en zijn vrouw dezelfde ster op hun rechteroor.
- International Standard Name Identifier: 0000 0001 1483 846X
- Library of Congress Control Number: n2010059947
- MusicBrainz: 0b415c8e-ab36-4641-8ea2-65999ec0467d
- Nationale Bibliotheek van Tsjechië: xx0130768
- Nationale Bibliotheek van Israël: 987007415254105171
- Virtual International Authority File: 167133463
- WorldCat: E39PBJpYyYMwypGp74bXYffTHC